# Найт, Спенсер
Спенсер Найт (англ. Spencer Knight, 19 апреля 2001, Дарьен, Коннектикут, США) — американский профессиональный хоккеист, вратарь клуба НХЛ «Чикаго Блэкхокс».

## Игровая карьера

### Клубная
С 2017 по 2019 годы выступал в USHL за юниорскую сборную США в рамках программы развития игроков. На драфте НХЛ 2019 года был выбран клубом «Флорида Пантерз» в 1-м раунде под общим 13-м номером. Сезон 2019/20 и большую часть сезона 2020/21 провёл в NCAA за команду Бостонского колледжа «Иглз».
31 марта 2021 года заключил 3-летний контракт новичка с «Пантерз». Дебютировал в НХЛ 20 апреля 2021 года в матче против «Коламбус Блю Джекетс», в котором Найт одержал свою первую победу отразив 33 броска из 34. 24 мая провёл свой первый матч в плей-офф Кубка Стэнли заняв место в воротах в 5-й встрече серии против «Тампа-Бэй Лайтнинг». «Флорида» одержала победу со счётом 4:1, а Спенсер Найт отразил 36 бросков. Однако в следующем матче «Флорида» с Найтом в воротах проиграла «Тампе» со счётом 0:4 и выбыла из розыгрыша Кубка Стэнли.
18 ноября 2021 года в матче против «Нью-Джерси Девилз» совершил 45 «сейвов» и установил новый клубный рекорд среди вратарей-новичков по количеству отражённых бросков в одном матче. 18 марта 2022 года провёл свой первый матч на ноль, отразив 17 бросков в матче против «Анахайм Дакс». В сезоне 2021/22 по итогам апреля был признан новичком месяца.
27 сентября 2022 года продлил контракт с «Пантерз» на три года со средней зарплатой $ 4,5 млн. В феврале 2023 года игрок был выведен из состава и воспользовался специальной программой помощи игрокам НХЛ.

## Достижения

### Командные
| Год  | Команда         | Достижение             | Достижение |
| ---- | --------------- | ---------------------- | ---------- |
| 2022 | Флорида Пантерз | Новичок месяца, апрель |            |

### Международная
В составе сборной США в 2019 году принимал участие в юниорском чемпионате мира, где завоевал бронзовую медаль. Также дважды принимал участие в молодёжных чемпионатах мира. В 2020 году на молодёжном чемпионате мира сборная США заняла 6-е место, а в 2021 американцы выиграли турнир обыграв в финале сборную Канады, в котором Найт оформил «шатаут».